# James Henry Greathead
James Henry Greathead, né le 6 août 1844 à Grahamstown, Afrique du Sud et mort le 21 octobre 1896 à Londres est un ingénieur renommé pour ses travaux sur le métro de Londres.

## Biographie
Greathead est né à Grahamstown en Afrique du Sud ; d'origine anglaise, le grand-père de Greathead a émigré en Afrique du Sud en 1820.
Il fait ses études à Saint Andrew's College (en) à Grahamstown, et au Collège diocésain, école privée, au Cap, et termine ses études en Angleterre entre 1859 et 1863 à la Westbourne Collegiate School, Westbourne Grove (en).
Il retourne brièvement en Afrique du Sud avant de finalement s'établir à Londres en 1864 pour faire un stage de trois ans sous les ordres de l'ingénieur Peter W. Barlow. Il a été un certain temps (vers 1867) ingénieur conseil sur le chemin de fer entre Bedford et de Londres (en collaboration avec le frère de Barlow, William Henry Barlow).

## Tunneling
Peu après 1869, il rejoint Barlow et ils commencent à travailler sur les plans du Tower Subway, le deuxième et dernier tunnel à être conduit sous la Tamise, au centre de Londres. Barlow est l'ingénieur responsable du tunnel et Greathead de la navette.
Le bouclier de tunneling pour percer le Tower Subway, conçu par Greathead, est inspiré par les idées de Barlow sur un bouclier circulaire de tunneling qu'il a breveté en 1864 et 1868. Le bouclier est nommé le bouclier Barlow-Greathead et se compose d'un cylindre de fer de 7 pieds 3 pouces (2,2 m) de diamètre mu par des vérins à vis. En service, le bouclier est avancé au fur et à mesure de l'excavation, tandis que derrière un revêtement, fait de segments en fonte fabriqués sur place, est placé ce qui constitue un important progrès.
Greathead brevete un grand nombre de ses améliorations, y compris le recours à l'air comprimé et à l'utilisation de vérins hydrauliques, qui sont maintenant utilisés communément dans le percement de tunnels.
Greathead est ingénieur en chef de la City & South London Railway (qui fait maintenant partie de la Northern Line, créée en 1890), et, peu de temps avant sa mort, il commence à travailler sur la Central Line (ouverte en 1900) avec Sir Benjamin Baker. Il est également consultant en ce qui concerne la construction du Tunnel de Blackwall (en) et pour la Waterloo & City Line, tous deux achevés qu'après sa mort.

## Honneurs

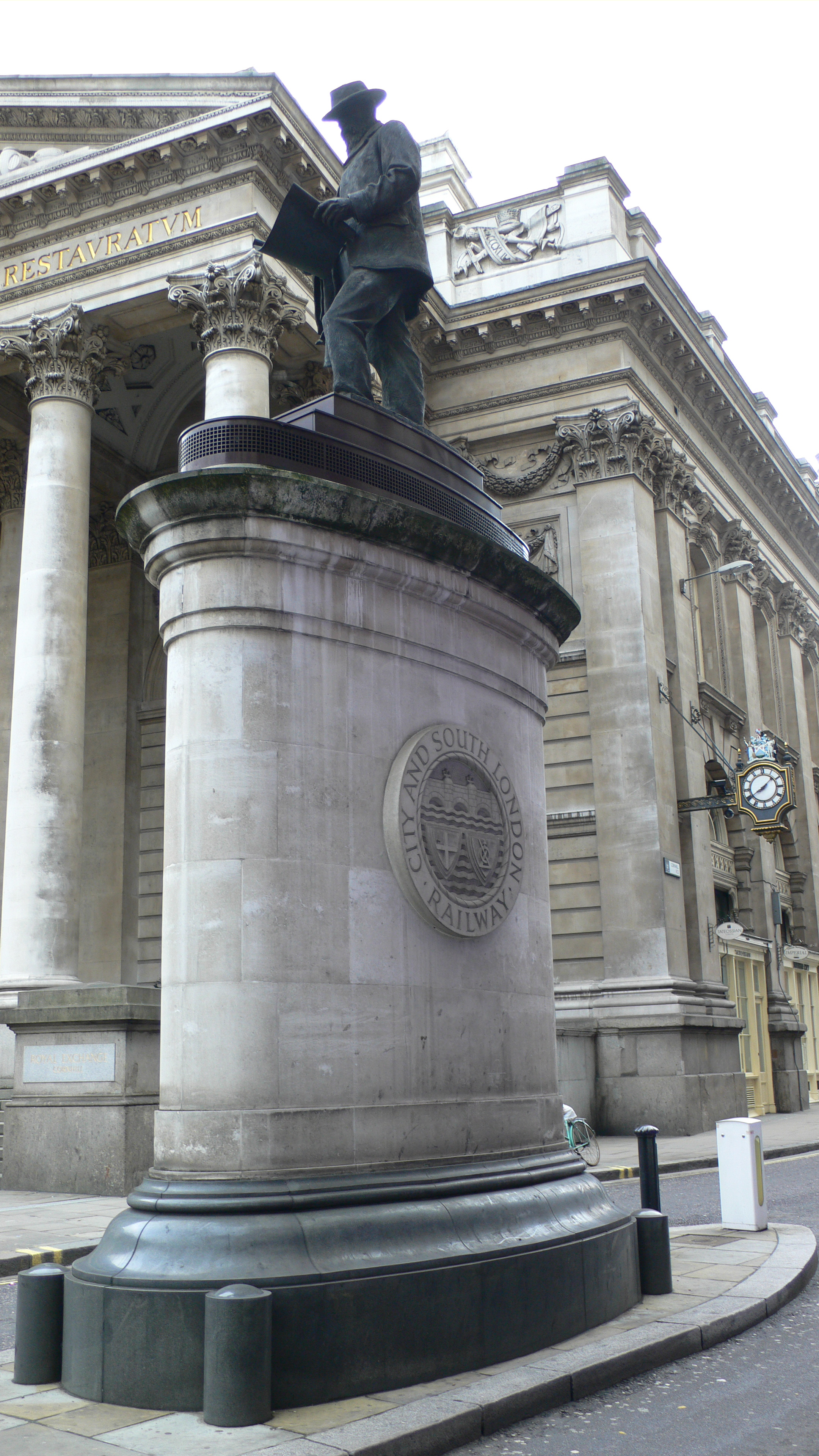
Statue de James Henry Greathead à Cornhill, Londres

- Une plaque marque son domicile à Barnes, au sud-ouest de Londres, 3 St Mary's Grove, où il a vécu entre 1885 et 1889.
- En janvier 1994, une statue est érigée à l'extérieur de la station de métro Bank à côté du Royal Exchange dans la City de Londres. Elle est inaugurée par le Lord maire de Londres et est placée sur un socle qui cache un puits de ventilation du métro. Alors que la station Bank est en cours de rénovation, une section du bouclier Barlow-Greathead est découvert dans un conduit entre le métro et le Waterloo & City line. La section est peinte en rouge et une plaque de laiton érigée comme hommage à la mémoire de ses réalisations.